# Laccophilus comoensis
Laccophilus comoensis är en skalbaggsart som beskrevs av Pederzani och Reintjes 2002. Laccophilus comoensis ingår i släktet Laccophilus och familjen dykare. Inga underarter finns listade i Catalogue of Life.